# Mai 1967

## Évènements
- Émeutes raciales à Nashville (Tennessee) et Houston. Le mouvement s’étend à plus de cent villes et atteint son paroxysme en juillet. Près de 300 personnes y laissent la vie.

- 1er mai : 
  - Le célibataire le plus convoité du monde Elvis Presley, 33 ans, épouse Priscilla Ann Beaulieu, 19 ans, à Las Vegas (Nevada).
  - Au Cambodge, Son Sann est nommé Premier ministre.

- 5 mai[1] : la persistance de sérieuses difficultés économiques au Mali, des accords passés en février avec la France, qui envisage la rentrée à terme du Mali dans l’Union monétaire ouest-africaine, entraînent une dévaluation de 50 % du franc malien, à un moment où la balance des paiements accuse un déficit de 7,5 milliards de francs maliens. La France s’engage à soutenir la monnaie malienne et le FMI consent un important crédit.

- 7 mai (Formule 1) : Grand Prix automobile de Monaco.

- 10 mai (GATT) : accords de Genève abaissant de 35 % les tarifs douaniers de certains produits industriels.

- 15 mai :
  - Nasser ordonne alors à l’armée égyptienne de prendre position dans le Sinaï.
  - France : mise en service du réacteur Célestin I à Marcoule pour la production de tritium.

- 16 mai : 
  - Fin du Kennedy Round dans le cadre du GATT : baisse des tarifs douaniers de 40 % pour 50 pays.
  - L’Égypte demande le retrait des forces onusiennes de Gaza et de la région du golfe d’Akaba. Des unités palestiniennes placées sous le commandement arabe occupent la bande de Gaza dès le retrait de la force internationale de l’ONU.

- 17 mai :
  - Affaire des « Neuf de Catonsville » (Catonsville Nine). Neuf personnes, dont les prêtres catholiques Daniel Berrigan et son frère Philip, s’emparent de registres dans un bureau d’incorporation du Maryland pour y mettre le feu.
  - France : grève générale et manifestations contre les pouvoirs spéciaux.

- 18 mai, 7 et 14 juin, France : utilisation conjuguée des articles 38 et 49.3 de la Constitution pour faire adopter la loi d’habilitation économique et sociale.

- 19 mai : 
  - l’aviation américaine bombarde pour la première fois Hanoï.
  - Israël décrète la mobilisation générale.

- 20 mai : Création du Mouvement populaire de la Révolution, parti unique de la République démocratique du Congo, renommé Zaïre, par le Manifeste de la N'sele.

- 22 mai :
  - Le président Nasser fait fermer le golfe d’Akaba, seule voie d’accès à la mer Rouge par Israël, ce qui constitue pour cette dernière un casus belli.
  - Incendie des grands magasins "L'innovation" à Bruxelles, 323 morts.

- 23 mai, Canada : élection générale albertaine.

- 25, 26 et 27 mai : émeutes de mai 1967 en Guadeloupe. La répression cause vraisemblablement la mort de 87 personnes (sept d'après les sources officielles)[2].

- 27 mai : référendum pour les droits civiques aux Aborigènes d'Australie. 90,7 % des votants approuvent la prise en compte des Aborigènes dans le recensement national et autorisent le gouvernement fédéral à légiférer sur les questions aborigènes à la place des différents États.

- 29 mai : discours de Nasser devant l'assemblée nationale égyptienne[3].

- 30 mai :
  - Tentative séparatiste du Biafra[4], partie orientale du Nigeria. Les Ibo, dirigés par le général Ojukwu, proclament la sécession de la république du Biafra. Début d'une guerre de trente mois.
  - Canada : élection générale néo-écossaise.
  - Signature d’un pacte de défense égypto-jordanien auquel se joindra l’Irak le 4 juin. Le chef du gouvernement israélien, Levi Eshkol, espère régler la tension par voie diplomatique mais les militaires (Ygal Allon, Yitzhak Rabin) sont favorables à la guerre et ont le soutien de David Ben Gourion, Shimon Peres et Moshe Dayan.

## Naissances
- 3 mai  : Catherine Marchal, actrice française.
- 10 mai : Scott Brison, homme politique canadien.
- 11 mai : Anaïs Jeanneret, actrice et écrivain française.
- 12 mai : Martina Lubyová, universitaire et femme politique slovaque († 20 novembre 2023).
- 13 mai : Chuck Schuldiner, guitariste et chanteur du groupe Death.
- 17 mai : Mohamed Nasheed, ancien président de la République des Maldives.
- 21 mai : Chris Benoit, catcheur.
- 22 mai : Christophe Gagliano, judoka français.
- 23 mai : Phil Selway, musicien britannique, batteur du groupe Radiohead.
- 24 mai : Eric Close, acteur américain.
- 27 mai : Virginia Grayson, artiste néo-zélandaise.
- 29 mai : 
  - Noel Gallagher, guitariste et auteur-compositeur du groupe Oasis.
  - Mike Keane, ailier droit de hockey.
- 30 mai : Chef Moha, chef cuisinier marocain.
- 31 mai : 
  - Sandrine Bonnaire, actrice française.
  - Hugh McFadyen, chef du Parti progressiste-conservateur du Manitoba.

## Décès
- 3 mai : Nina Mae McKinney, actrice américaine.
- 11 mai : David Galula, militaire et théoricien français (° 1919).
- 13 mai : Frank McGrath, acteur américain (° 2 février 1903).
- 15 mai : Edward Hopper, peintre et graveur américain.
- 18 mai : Andy Clyde, acteur écossais (° 25 mars 1892).
- 22 mai : Langston Hughes, écrivain américain (° 1902).
- 23 mai : Lionel Groulx, historien québécois (°1878).
- 27 mai : Paul Henckels, acteur allemand (° 9 septembre 1885).
- 30 mai : Georg Wilhelm Pabst, cinéaste, scénariste et producteur autrichien (et devenu allemand durant la période 1938-1945, du fait de l'Anschluss) (° 25 août 1885).